# الأوتاركية
الأوتاركية (بالانجليزية: Autarchism) هي أيديولوجية سياسية تقوم على مبادئ الفردانية والأيديولوجيا الأخلاقية للحرية الفردية والاعتماد على الذات. ترفض الأوتاركية وجود الحكومة القسرية، وتدعو إلى إلغائها لصالح حكم الفرد لنفسه، مع استبعاد أي حكم أو سلطة من قبل الآخرين.

## نظرة عامة
ترتبط الأوتاركية في الفكر السياسي بالتيارات الفردانية القصوى (Extreme Individualism) وبعض أشكال اللاسلطوية (Anarchism)، مع تميّزها بالتركيز الخاص على الاستقلالية الاقتصادية والسياسية معًا. وفي المجال الاقتصادي، تتقاطع الأوتاركية مع مفهوم الاكتفاء الذاتي (Autarky)، الذي يقوم على إنتاج المجتمع أو الدولة لجميع احتياجاته من دون الاعتماد على الاستيراد أو الدعم الخارجي، غير أن الأوتاركية تتجاوز الجانب الاقتصادي لتشمل الجوانب السياسية والاجتماعية.
يُنظر إلى الأوتاركية بوصفها فلسفة تعزز الحرية الفردية المطلقة، وترفض أي شكل من أشكال التبعية السياسية أو الاقتصادية، معتبرة أن الاعتماد على قوى خارجية يؤدي بالضرورة إلى فقدان السيادة والاستقلال.